# Karen Westergaard
Karen Westergaard Nielsen (født 13. april 1978) er en dansk cand.jur. og tidligere atlet. Hun var medlem af Søllerød AC, Holte IF og fra 1999 Københavns IF.

## Privat
Westergaard blev den 27. marts 2013 gift med Joachim B. Olsen, sammen har de to børn. Westergaards far Keld Nielsen vandt DM-bronze og sølv i kuglestød flere gange i slutningen af 1970'erne og havde Sjællandsrekorden med 15,85.

## Danske mesterskaber
- Sølv 2002 Kastefirekamp 2696
- Bronze 2002 Diskoskast 37,29
- Bronze 2002 Hammerkast 40,50
- Bronze 2001 Kuglestød 11,43
- Bronze 2001 Diskoskast 36,58
- Sølv 2001 Kuglestød inde 12,43
- Bronze 2000 Kuglestød inde 11,65